# Déserts de pierres de Tirari et de Sturt
Localisation
Les déserts de pierres de Tirari et de Sturt forment une écorégion définie par le fonds mondial pour la Nature (WWF) qui couvre une zone de plus de 375 000 km2 à l'ouest de la Nouvelle-Galles du Sud et en Australie-Méridionale. Elle appartient à l'écozone australasienne et au biome des déserts et terres arbustives xériques.